# Burgstall Gersdorf
Der Burgstall Gersdorf ist eine abgegangene, vermutlich hochmittelalterliche Spornburg, die sich einst auf einem Geländesporn unmittelbar östlich von Gersdorf erhob. Die Burgstelle befindet sich etwa 70 Meter ostsüdöstlich der katholischen Kirche St. Nikolaus in Gersdorf, einem Ortsteil des Marktes Nennslingen im mittelfränkischen Landkreis Weißenburg-Gunzenhausen in Bayern. Heute ist noch ein Graben erhalten. Die Überreste der Burg sind unter der Aktennummer D-5-6932-0142 in der Bayerischen Denkmalliste als Bodendenkmal ausgewiesen.

## Beschreibung
Der Burgstall befindet sich in 525,8 m ü. NN Höhe auf einem nach Westnordwesten gerichteten Geländesporn, der südlich und westlich vom Tal der Anlauter und nördlich von einem Trockental begrenzt wird. An der Ostsüdostseite geht das Areal des Burgstalles eben in eine leicht erhöht liegende Jura-Hochfläche über, auf der der Flugplatz für Ultraleichtflugzeuge folgt.
Geschichtliche Hinweise über diese Befestigung sind nicht bekannt, die Burg war aber vermutlich der Sitz des Gersdorfer Ortsadels, der für das 11. und 12. Jahrhundert urkundlich belegt ist. Die Stelle wurde in einer Karte aus der Zeit um 1600 als „Burckstal“ bezeichnet.
Die Burgstelle besteht aus einem 25 × 20 Meter großen, trapezförmigen Plateau, an dessen Süd- und Ostrand noch Wallreste zu erkennen sind. Auf diesem Plateau wurden im Jahr 1961 bei einer unerlaubten Grabung die Grundmauern eines Gebäudes entdeckt. Zur Hochfläche hin wird dieses Burgplateau durch einen leicht nach außen gebogenen Graben gesichert, der zur Hochfläche noch eine maximale Tiefe von rund vier Meter und zum Burgplateau von 2,5 Meter erreicht. An der Nord- sowie an der Südseite des Burgplateaus zweigt von diesem Graben jeweils noch
ein weiterer Graben ab, der an der Spornspitze ausläuft. Diesen beiden Gräben sind außen zusätzlich noch kurze Wallzüge vorgelegt. Die Geländekanten des Spornes sind wohl künstlich versteilt worden.